# Kvasetice (zámek)
Zámek Kvasetice stojí v Kvaseticích v okrese Havlíčkův Brod.

## Historie
Pseudogotický zámek nechal v roce 1864 postavit tehdejší majitel panství Květinov-Kvasetice Prokop Richlý, původně pro svého syna Viléma. Ten ovšem zdědil panství Mirošov spolu s mirošovským zámkem, rodovým sídlem, a kvasetický zámek s panstvím připadl jeho sestře Bertě, provdané roku 1865 za JUDr. Jaroslava Schmidta, jenž v té době vlastnil zámek v nedalekém Petrkově. Po svatbě se novomanželé odstěhovali na zámek v nedalekém Květinově. Berta přenechala zámek s panstvím svému manželovi Jaroslavu a jeho bratru Zdeňkovi. Jaroslav ovšem v roce 1879 odešel do USA a celé panství vlastnil JUDr. Zdeněk Schmidt, po jehož smrti v roce 1888 zámek krátkou dobu spravovala vdova Marie Schmidtová a synovec ing. R. Schmidt, aby ho nakonec převzal její syn Jaroslav. Ten nechal v letech 1920-1921 zámek upravit a přistavět skleník se zimní zahradou. Exteriér byl navíc doplněn o anglický park s řadou drobných staveb. Za druhé světové války zámek obsadili Němci a v roce 1948 byl původním majitelům znárodněn. Došlo zde ke zřízení Inseminační stanice se školou a celý zámecký areál připadl Státnímu statku Havlíčkův Brod. Po zrušení školy sloužil jako byty zaměstnanců statku a tím skončily veškeré údržby zámku. Na přelomu let 1978-1979 jej za 100 000 Kčs odkoupil národní podnik Pleas, jenž měl v plánu jej upravit na rekreační středisko, ovšem kvůli nedostatku financí z tohoto plánu sešlo. V 90. let byl zámek vrácen Schmidtům, ovšem z uvažované generální opravy z důvodu velké finanční náročnosti opět sešlo. Dnes je zámek v soukromém vlastnictví.
Nový majitel Lubomír Dvořák koupil zámeckou ruinu v roce 2017 a postupně ji rekonstruuje. Během dvou let nechal nově zastřešit obě křídla zámku. Stavebníci zároveň vybudovali nové stropy, i když několikrát museli vyskládat novou klenbu. Zčásti hotové jsou vnitřní zdi, v některých místnostech už jsou nové rozvody a omítky. Vše by se mělo vrátit do podoby, v jaké zámeček býval přibližně před 100 až 150 lety, v době své největší slávy.
Dvořákova firma hradí všechny náklady spojené s renovací zámku sama. V plánu je ubytovávat zde zahraniční partnery nebo vybudovat zde školicí středisko s restaurací. Časem má přibýt servisní středisko sekaček a výstavní hala, upravit chce firma i park.

## Dostupnost
Zámecký areál leží u silničky, spojující Kvasetice se silnicí I/34 (z Havlíčkova Brodu na Věž) a Hurtovu Lhotu.